# Liste der Biografien/Cue
Liste der Biografien |
Portal Biografien |
Personensuche
# |
A |
B |
C |
D |
E |
F |
G |
H |
I |
J |
K |
L |
M |
N |
O |
P |
Q |
R |
S |
T |
U |
V |
W |
X |
Y |
Z |
?
 
Ca |
Cb |
Cc |
Ce |
Ch |
Ci |
Cj |
Ck |
Cl |
Cm |
Cn |
Co |
Cr |
Cs |
Ct |
Cu |
Cv |
Cw |
Cy |
Cz
 
Cua |
Cub |
Cuc |
Cud |
Cue |
Cuf |
Cug |
Cuh |
Cui |
Cuj |
Cuk |
Cul |
Cum |
Cun |
Cuo |
Cup |
Cuq |
Cur |
Cus |
Cut |
Cuv |
Cuw |
Cux |
Cuy |
Cuz
Die Liste der Biografien führt alle Personen auf, die in der deutschsprachigen Wikipedia einen Artikel haben. Dieses ist eine Teilliste mit 125 Einträgen von Personen, deren Namen mit den Buchstaben „Cue“ beginnt.

## Cue
- Cue, Eddy (* 1964), US-amerikanischer Manager

### Cued
- Cuedan, Alexandru (1910–1976), rumänischer Fußballspieler

### Cuef
- Cueff, Virginie (* 1988), französische Bahnradsportlerin

### Cuel
- Cuel, Antenore (1922–2018), italienischer Skilangläufer
- Cuelenaere, Leoni (* 1952), niederländische Diplomatin
- Cuelenaere, Philippe (* 1971), belgischer Ruderer
- Cuéllar, Carlos (* 1981), spanischer Fußballspieler
- Cuellar, Daniel (* 2003), mexikanischer Eishockeyspieler
- Cuéllar, David (* 1979), spanischer Fußballspieler
- Cuéllar, Diego (* 1986), chilenischer Fußballspieler
- Cuéllar, Gabriel (* 1942), mexikanischer Radrennfahrer
- Cuéllar, Gustavo (* 1992), kolumbianischer Fußballspieler
- Cuéllar, Hania Pérez de (* 1974), peruanische Politikerin
- Cuellar, Henry (* 1955), amerikanischer Politiker der Demokratischen Partei
- Cuéllar, José Luis (* 1939), mexikanischer Fußballspieler auf der Position eines Verteidigers
- Cuéllar, Leonardo (* 1952), mexikanischer Fußballspieler und Trainer
- Cuéllar, Renae (* 1990), mexikanische Fußballspielerin
- Cuello, Emanuel (* 1994), uruguayischer Fußballspieler
- Cuello, Juan (1933–2019), uruguayischer Ornithologe
- Cuello, Matheus (* 1995), uruguayischer Fußballspieler
- Cuello, Miguel Ángel (1946–1999), argentinischer Boxer
- Cuello, Mirco (* 2000), argentinischer Boxer
- Cuello, Román (* 1977), uruguayischer Fußballspieler
- Cuelmann, Bernardus (1643–1705), katholischer Priester, Abt des Klosters Marienfeld

### Cuen
- Cuén, Fernando (1890–1963), mexikanischer Botschafter
- Cuenat, Henri (1840–1918), Schweizer Unternehmer und Politiker
- Cuenca Serrano, Laura (* 1987), deutsch-spanische Schauspielerin
- Cuenca, Andrés (* 2007), spanischer Fußballspieler
- Cuenca, César René (* 1981), argentinischer Boxer, Weltmeister der IBF
- Cuenca, Fernando (1939–2015), mexikanischer Fußballspieler
- Cuenca, Fernando (* 1950), peruanischer Radrennfahrer
- Cuenca, Isaac (* 1991), spanischer Fußballspieler
- Cuenca, João Paulo (* 1978), brasilianischer Schriftsteller
- Cuenca, Jorge (* 1999), spanischer Fußballspieler
- Cuenca, Marcelo Alejandro (* 1956), argentinischer Geistlicher, emeritierter römisch-katholischer Bischof von Alto Valle del Río Negro
- Cuenca, Mercedes (* 1981), spanische Badmintonspielerin
- Cuenca, Sylvia, amerikanische Jazzmusikerin (Schlagzeug)
- Cuenco, José Maria (1885–1972), philippinischer Geistlicher und Erzbischof von Jaro
- Cuenco, Mariano (1888–1964), philippinischer Politiker und Schriftsteller
- Cuendet, Jean (1929–1988), Schweizer Diplomat
- Cuendet, Jean-Yves (* 1970), Schweizer Nordisch Kombinierer
- Cuendet, Muriel (* 1970), Schweizer Pharmakologin
- Cuendet, Rodolphe (1887–1954), Schweizer Eishockeyspieler
- Cueni, August (1883–1966), Schweizer Künstler
- Cueni, Claude (* 1956), Schweizer SchriftstellerClaude Cueni (* 1956)

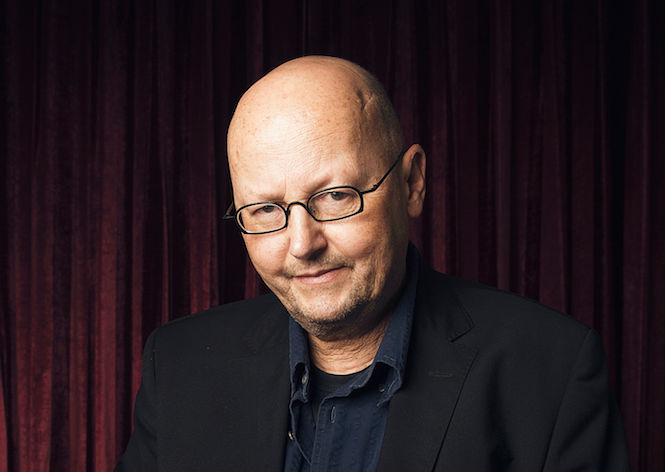
Claude Cueni (* 1956)

- Cueni, Claudio (* 1969), Schweizer Musikproduzent, Toningenieur und Mixing Engineer
- Cueni, Eliane (1963–2016), Schweizer Jazzmusikerin
- Cueni, Michelle (* 1983), Schweizer Sprinterin
- Cueni, Stéphane (* 2001), schweizerisch-kap-verdischer Fussballspieler
- Cueni, Thomas (* 1953), Schweizer Pharma-Lobbyist, Journalist und Diplomat
- Cuennet, Jean-François (* 1961), Schweizer Skibergsteiger, Laufsportler und Trainer der Nationalmannschaft Skibergsteigen
- Cuénod, Caroline (* 1980), schweizerisch-dänische Filmproduzentin
- Cuénod, Hugues (1902–2010), Schweizer Opernsänger (Tenor)
- Cuénod, Jean-Noël (* 1948), Schweizer Journalist und Autor
- Cuénod, Michel (* 1933), Schweizer Neurobiologe und Hochschullehrer an der Universität Zürich
- Cuenot, Gaspard (* 1991), Schweizer Biathlet
- Cuenot, Jules (* 1994), Schweizer Biathlet und Skilangläufer
- Cuénot, Lucien (1866–1951), französischer Biologe, Zoologe und Genetiker
- Cuénoud, Philippe (* 1968), Schweizer Entomologe und Botaniker
- Cuénoud, Samuel (1838–1912), Schweizer Politiker (FDP)

### Cuer
- Cuerda, José Luis (1947–2020), spanischer Filmregisseur, Drehbuchautor und Filmproduzent
- Cuerno, Cristina, spanische Luftfahrtingenieurin und Hochschullehrerin
- Cuerva, David (* 1991), spanischer Fußballspieler
- Cuervo, Ana Maria (* 1966), spanisch-amerikanische Molekularbiologin
- Cuervo, Cristal (* 2002), panamaische Sprinterin
- Cuervo, Gemma (* 1934), spanische Schauspielerin
- Cuervo, Marta († 2011), kubanische klassische Gitarristin, Musikpädagogin und Professorin
- Cuervo, Philippe (* 1969), französischer Fußballspieler
- Cuervo, Rufino José (1844–1911), kolumbianischer Romanist, Hispanist und Sprachwissenschaftler

### Cues
- Cuesta Silva, Diego (* 1963), argentinischer Rugbyspieler
- Cuesta, Belén (* 1984), spanische Film- und FernsehschauspielerinBelén Cuesta (* 1984)

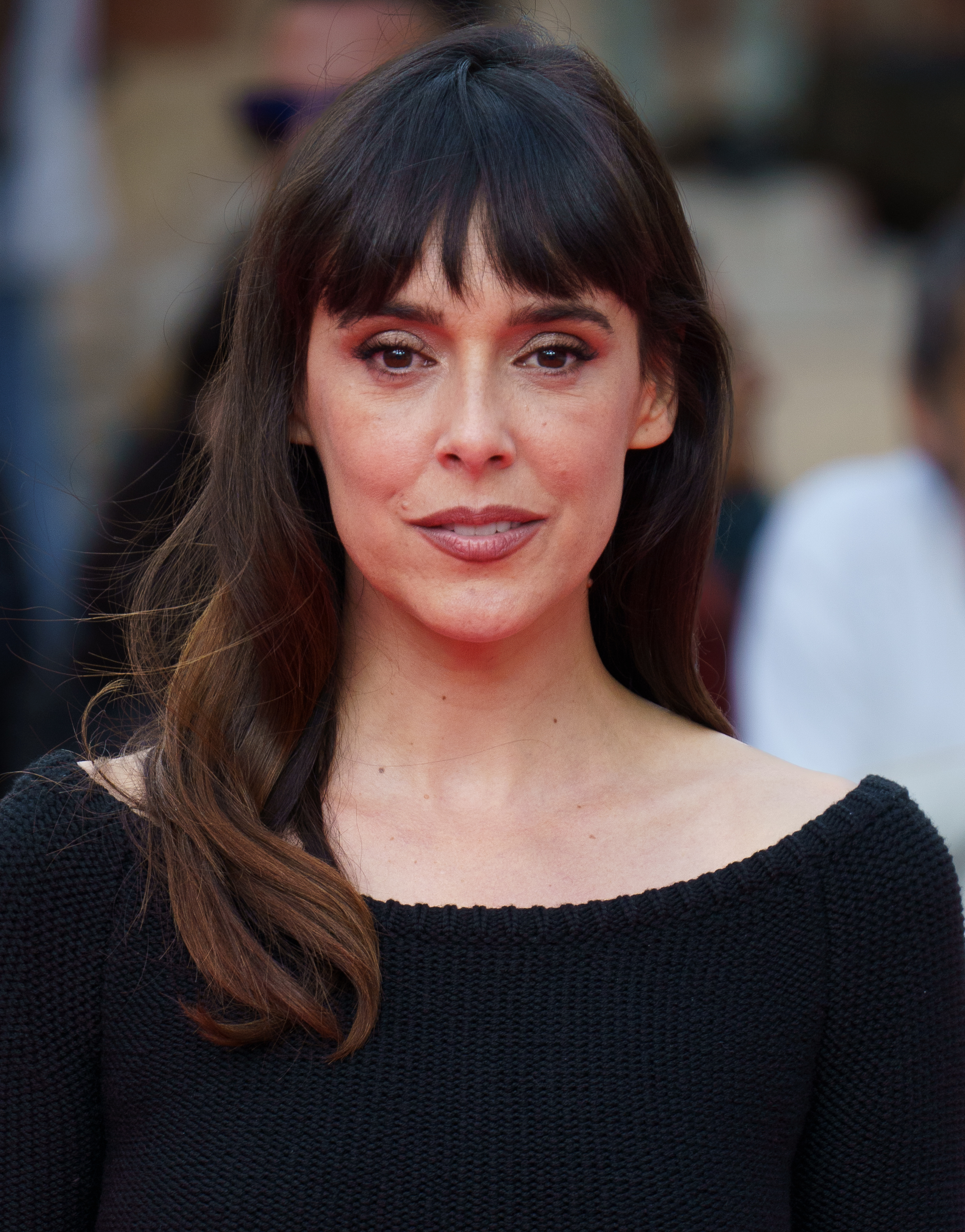
Belén Cuesta (* 1984)

- Cuesta, Bernardo (* 1988), argentinischer Fußballspieler
- Cuesta, Carlos (* 1999), kolumbianischer Fußballspieler
- Cuesta, Carmen, spanisch-amerikanische Sängerin und Schauspielerin
- Cuesta, Íñigo (* 1969), spanischer Radsportler
- Cuesta, Inma (* 1980), spanische Schauspielerin
- Cuesta, Jorge (1903–1942), mexikanischer Chemiker, Schriftsteller und Herausgeber
- Cuesta, Juan Manuel (* 2002), kolumbianischer Fußballspieler
- Cuesta, Julián (* 1991), spanischer Fußballtorwart
- Cuesta, Luisa (1920–2018), uruguayische Menschenrechtsaktivistin
- Cuesta, Michael (* 1963), US-amerikanischer Filmregisseur und Drehbuchautor
- Cuesta, Paul de la (* 1988), spanischer Skirennläufer
- Cuesta, Pedro José (* 1983), spanischer Leichtathlet
- Cuesta, Víctor (* 1988), argentinischer Fußballspieler
- Cuestas, Juan Lindolfo (1837–1905), uruguayischer Politiker, Präsident von Uruguay
- Cuestas, Martín (* 1986), uruguayischer Langstreckenläufer
- Cuestas, Nicolás (* 1986), uruguayischer Langstreckenläufer

### Cuet
- Cueto González, Felipe de Jesús (1904–1983), mexikanischer Ordensgeistlicher, römisch-katholischer Bischof von Tlalnepantla
- Cueto Ruiz, Ronald (1932–2006), spanisch-britischer Historiker, Romanist und Hispanist
- Cueto, Alonso (* 1954), peruanischer Schriftsteller
- Cueto, Anderson (* 1989), peruanischer Fußballspieler
- Cueto, César (* 1952), peruanischer Fußballspieler
- Cueto, Isabel (* 1968), deutsche Tennisspielerin
- Cueto, Lola (1897–1978), mexikanische Malerin, Grafikerin, Puppenherstellerin und -spielerin
- Cueto, Lucas (* 1996), deutscher Fußballspieler
- Cueto, Mark (* 1979), englischer Rugby-Union-Spieler
- Cueto, Mireya (1922–2013), mexikanische Puppenspielerin, Schriftstellerin und Dramaturgin

### Cuev
- Cueva Enríquez, Baltasar de la (1626–1686), Vizekönig von Peru
- Cueva Fernández, Gilberto (1926–2010), peruanischer Musiker
- Cueva, Agustín (1937–1992), ecuadorianischer Soziologe, Literaturtheoretiker und Intellektueller
- Cueva, Amado de la (1891–1926), mexikanischer Maler
- Cueva, Beltrán de la († 1492), spanischer Adliger
- Cueva, Christian (* 1991), peruanischer Fußballspieler
- Cueva, Gabriel de la (1515–1571), spanischer General, 5. Herzog von Alburquerque
- Cueva, Juan de la (1543–1612), spanischer Lyriker und Dramenautor der Barockzeit
- Cueva, Julio (1897–1975), kubanischer Trompeter und Komponist
- Cueva, Mario de la (1901–1981), mexikanischer Jurist, Philosoph und Hochschulrektor
- Cueva-Benavides y Mendoza-Carrillo, Alfonso de la (1574–1655), spanischer Diplomat und Kardinal
- Cuevas Calvillo, Alfonso (1928–2012), mexikanischer Unternehmer und Funktionär
- Cuevas, Aída (* 1963), mexikanische Sängerin und Schauspielerin
- Cuevas, Cristián (* 1995), chilenischer Fußballspieler
- Cuevas, Eduardo (* 1951), chilenischer Radrennfahrer
- Cuevas, Henry (* 1954), kolumbianischer Radrennfahrer
- Cuevas, Ignacio (1931–1991), US-amerikanischer Mörder
- Cuevas, José (* 1957), mexikanischer Boxer
- Cuevas, José Jacinto (1821–1878), mexikanischer Komponist, Dirigent und Musikpädagoge
- Cuevas, José Luis (1934–2017), mexikanischer bildender Künstler und Autor
- Cuevas, Lucero (* 1996), mexikanische Fußballspielerin
- Cuevas, Mario, mexikanischer Fußballspieler
- Cuevas, Martín (* 1992), uruguayischer Tennisspieler
- Cuevas, Miguel de las (* 1986), spanischer Fußballspieler
- Cuevas, Moises (* 1973), philippinischer römisch-katholischer Geistlicher und Apostolischer Vikar von Calapan
- Cuevas, Nelson (* 1980), paraguayischer Fußballspieler
- Cuevas, Pablo (* 1986), uruguayischer TennisspielerPablo Cuevas (* 1986)

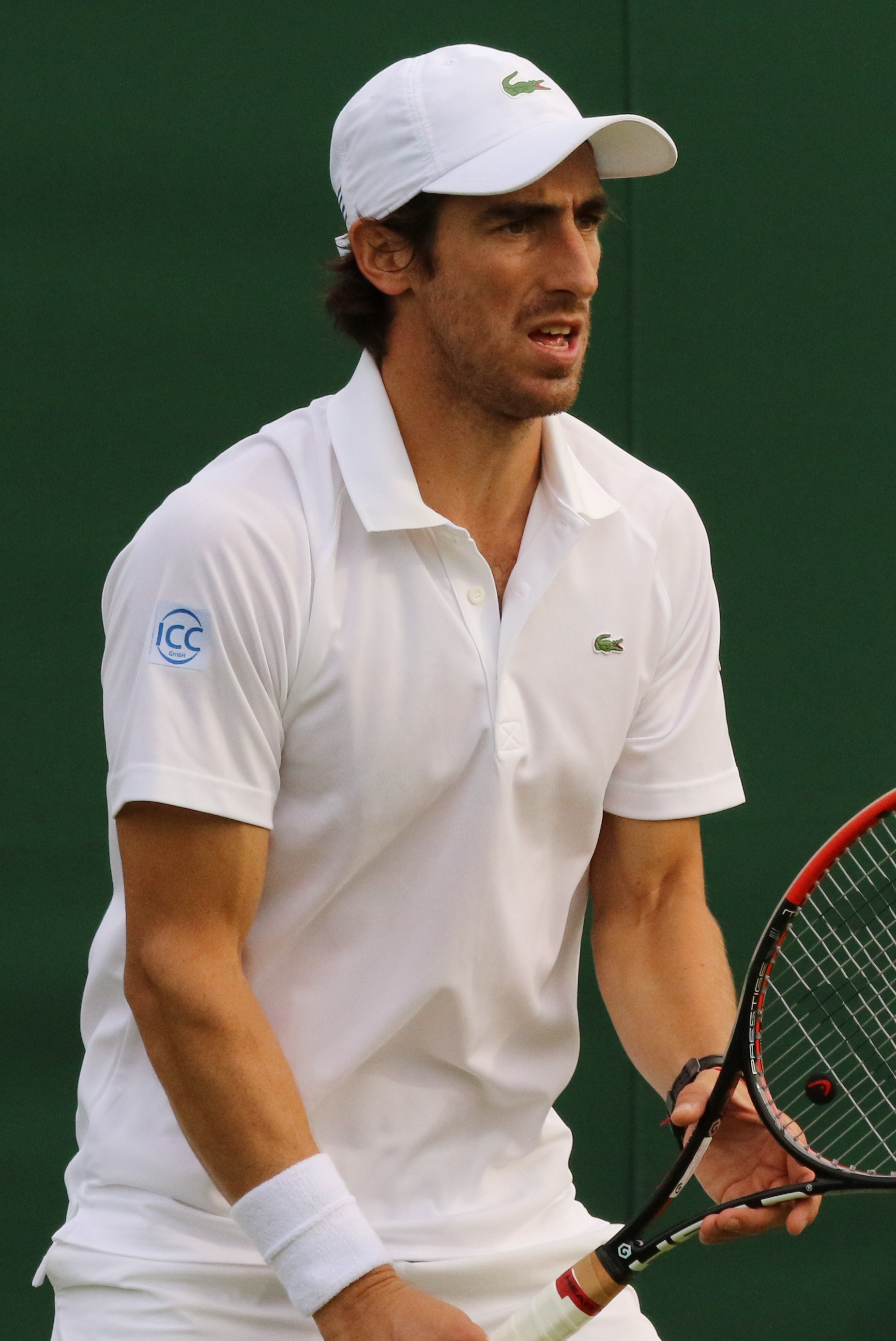
Pablo Cuevas (* 1986)

- Cuevas, Ricardo (1941–2017), chilenischer Fußballspieler